# Montreuil-aux-Lions
Montreuil-aux-Lions és un municipi francès situat al departament de l'Aisne i a la regió dels Alts de França. L'any 2007 tenia 1.352 habitants.

## Demografia

### Població
El 2007 la població de fet de Montreuil-aux-Lions era de 1.352 persones. Hi havia 460 famílies de les quals 72 eren unipersonals (24 homes vivint sols i 48 dones vivint soles), 168 parelles sense fills, 188 parelles amb fills i 32 famílies monoparentals amb fills.
La població ha evolucionat segons el següent gràfic:
Habitants censats

### Habitatges
El 2007 hi havia 553 habitatges, 476 eren l'habitatge principal de la família, 45 eren segones residències i 32 estaven desocupats. 538 eren cases i 14 eren apartaments. Dels 476 habitatges principals, 423 estaven ocupats pels seus propietaris, 44 estaven llogats i ocupats pels llogaters i 9 estaven cedits a títol gratuït; 4 tenien una cambra, 9 en tenien dues, 64 en tenien tres, 113 en tenien quatre i 286 en tenien cinc o més. 375 habitatges disposaven pel capbaix d'una plaça de pàrquing. A 203 habitatges hi havia un automòbil i a 231 n'hi havia dos o més.

### Piràmide de població
La piràmide de població per edats i sexe el 2009 era:
| Homes | Edats   | Dones |
| ----- | ------- | ----- |
| 0     | 95 o +  | 4     |
| 0     | 90 a 94 | 8     |
| 4     | 85 a 89 | 8     |
| 8     | 80 a 84 | 4     |
| 4     | 75 a 79 | 12    |
| 28    | 70 a 74 | 32    |
| 24    | 65 a 69 | 36    |
| 24    | 60 a 64 | 28    |
| 20    | 55 a 59 | 4     |
| 36    | 50 a 54 | 16    |
| 60    | 45 a 49 | 56    |
| 44    | 40 a 44 | 40    |
| 56    | 35 a 39 | 68    |
| 52    | 30 a 34 | 48    |
| 16    | 25 a 29 | 40    |
| 24    | 20 a 24 | 16    |
| 28    | 15 a 19 | 36    |
| 80    | 10 a 14 | 80    |
| 48    | 5 a 9   | 72    |
| 44    | 0 a 4   | 56    |

## Economia
El 2007 la població en edat de treballar era de 866 persones, 644 eren actives i 222 eren inactives. De les 644 persones actives 582 estaven ocupades (321 homes i 261 dones) i 62 estaven aturades (21 homes i 41 dones). De les 222 persones inactives 74 estaven jubilades, 87 estaven estudiant i 61 estaven classificades com a «altres inactius».

### Ingressos
El 2009 a Montreuil-aux-Lions hi havia 481 unitats fiscals que integraven 1.361 persones, la mediana anual d'ingressos fiscals per persona era de 19.325 €.

### Activitats econòmiques
Dels 47 establiments que hi havia el 2007, 2 eren d'empreses alimentàries, 3 d'empreses de fabricació d'altres productes industrials, 5 d'empreses de construcció, 9 d'empreses de comerç i reparació d'automòbils, 4 d'empreses de transport, 2 d'empreses d'hostatgeria i restauració, 3 d'empreses d'informació i comunicació, 5 d'empreses immobiliàries, 9 d'empreses de serveis, 2 d'entitats de l'administració pública i 3 d'empreses classificades com a «altres activitats de serveis».
Dels 12 establiments de servei als particulars que hi havia el 2009, 2 eren tallers de reparació d'automòbils i de material agrícola, 1 paleta, 1 guixaire pintor, 1 fusteria, 2 lampisteries, 1 restaurant i 4 agències immobiliàries.
Dels 4 establiments comercials que hi havia el 2009, 1 era una botiga de menys de 120 m², 1 una fleca, 1 una sabateria i 1 una joieria.
L'any 2000 a Montreuil-aux-Lions hi havia 6 explotacions agrícoles.

## Equipaments sanitaris i escolars
L'únic equipament sanitari que hi havia el 2009 era una farmàcia.
El 2009 hi havia una escola elemental.

## Poblacions més properes
El següent diagrama mostra les poblacions més properes.